# 사문유취
《사문유취》(事文類聚)는 중국 북송(北宋)의 축목(祝穆)이 편찬한 유서(類書)이다. 전집(前集) 60권, 후집(後集) 50권, 속집(続集) 28권, 별집(別集) 32권으로 이루어져 있다. 신편고금사문유취라고도 한다.
북송 순우(淳祐) 6년(1246년)에 성립되었다. 「예문유취」(芸文類聚) 「초학기」(初学記) 등의 체제에 따라 고금의 여러 서적들의 요어(要語) ・ 역사적 사실 ・ 시문(詩文)을 모아서 분류한 것이다.
이후 원(元)의 부대용(富大用) 등이 신집(新集) 36권, 외집(外集) 15권을, 축연(祝淵)이 유집(遺集) 15권을 추가하였다고 여겨지고 있다.
한국에서는 1493년에 금속활자본으로 전질이 간행된 이래 목판본으로도 간행되었으며, 19세기에 이르러서는 내용을 축약하여 방각본으로도 출시되었으며, 15세기부터 20세기 초반에 이르기까지 가장 광범위하게 유통되고 두터운 독자층을 확보하였던 대표적인 유서이다.

## 개요
송대의 축목에 의해 전집 60권, 후집 50권, 속집 28권, 별집 32권으로 편찬하였다. 이후 원대의 부대용이 신집 36권과 외집 15권을 증편하였으며, 그후 축연이 다시 유집 15권을 증보하였다.
기존의 유서가 옛 전적을 인용할 때 대부분 원문을 잘라내어 단장취의하는 것이 보편적인 데에 비하여 《사문유취》는 주희나 기타 문인들의 시문 전편을 실었다.

## 한국으로의 전래와 유통
조선 시대를 통틀어 수많은 중국의 서적들이 조선에 유입되었지만 《사문유취》처럼 곧바로 조정이 주도하여 금속활자로 간행하고 후대에 이르러서는 상업 출판의 대표적인 형태라고 할 수 있는 방각본으로까지 출시된 경우는 흔하지 않다.
《사문유취》는 원대의 저술로 고려 이곡의 《가정집》권9에 '최 시승(崔寺丞)이 등제(登第)한 것을 축하한 시의 서문'에서 "(당나라 사람인) 진신(搢紳)의 경우에는 인신(人臣)으로서 최고의 지위에 이르렀다고 할지라도 진사과(進士科)의 고시를 거치지 않은 자들은 그다지 대단하게 여기지 않았다"라고 하였는데, 이는 《고금사문유취(古今事文類聚)》 전집(前集) 권26 사진부(仕進部) 중진사과(重進士科)의 구절을 일부 인용한 것이다.
조선 왕조 개창 이후 《사문유취》의 전래와 유통 양상에 대해, 단종 때인 1454년 조선 조정에서 기우제를 지내면서 《사문유취》를 상고하도록 한 기록이 전하고 있으나 《성종실록》에는 성종 12년(1481년)에 명으로부터 《사문유취》 한 질을 받았다는 기록이 있어 《사문유취》 전질을 확보한 것은 1481년의 일로 여겨진다. 그 뒤 4년 뒤인 성종 16년(1485년) 《사문유취》의 간행이 논의되었다가 24년(1493년)에 금속활자인 갑인자로 인쇄하여 90건을 문신들에게 하사하였다.
성종대 갑진자로 간행된 사문유취는 발행 부수가 적어 조선내 유통량은 부족하였다. 《사문유취》는 조선에서 두 차례 관판본으로 간행되었는데, 15세기 말에 금속활자로 적은 부수가 간행된 뒤 350년의 공백기를 거쳐 19세기 신묘년에 이르러 재차 목판본(방각본)으로 《사문유취초》 또는 《사문초》라는 이름으로 간행되었으며, 이 판본은 명 만력 갑진년(1604년) 당부춘이 교정하고 보유한 목판 중각본으로 조선에서 가장 널리 유행된 판본의 저본이었다. 때문에 류희춘은 중국 사행을 떠나는 사람에게 《사문유취》를 구해 줄 것을 요청하기도 하였으며 이시항은 자신이 저자에서 오사모의 모채를 뜯어 주고 어렵게 구한 《사문유취》를 13개의 갑에 나누어 보관하였다고 할 정도로 18세기 조선에서 전질의 《사문유취》는 고가에 거래되는 구하기 힘든 서적이었다.
19세기 전후로부터 간행 유포되기 시작한 방각본 《사문유취》 판본의 대저는 다음과 같다.
- 태인본

3권 3책, 도합 37부 513항목으로 구성되어 있다. 기미년 즉 정조 23년(1799년)에 개판하였으며, 태인현의 아전이었던 전이채(田以采)와 1761년 무렵 태인 지방에서 출생한 인물로 알려진 박치유(朴致維)가 간행에 참여하였음을 간기를 통해 알 수 있다. 《사문유취》에서 필요한 부분을 선별하여 목판본으로 출시하였으며 태인본 《사요취선》 서문을 통하여 전이채와 박치유의 의뢰로 권이생이 《사요취선》과 《사문유취초》의 간행 원고를 편집한 사실을 확인할 수 있다. 태인본은 명대의 《사문유취》가 아니라 원대의 《사문유취》를 저본으로 하고 반엽이 17행 25자로 되어 있어 행간이 좁고 많은 글자를 빽빽하게 판각해 넣었으며 이체자를 많이 사용하였다. 기타 판본에 비해 저본의 원 체제를 비교적 온전하게 답습하였으며, 시문에 비해 전거를 중시하는 경향을 보인다.
- 무교본

표제는 사문초이다. 12행 24자본으로 말미에 '경오맹하무교신간'이라는 간기가 있는데, 무교에서 한문 방각본을 집중적으로 간행한 것이 1860년대 즈음으로 무교본 사문초의 간행 시기는 1870년으로 추정된다. 박장원이 쓴 서문(1833년)에는 과거시험과 글짓기에 활용할 수 있도록 필요한 지식만을 제공하고자 고두환, 김광문, 광원 세 선비가 자금을 모아 간행을 주도하고 전문 편찬인에게 의뢰하여 방각본 간행 원고를 마련하였으며, 서문이 지어진 1833년경에는 이미 판각이 이루어져 있었는데, 무교 초간본이 간행되기도 전에 이미 사문초가 간행되어 있었음을 알 수 있다. 그리고 20세기 초반에 이 판목이 다시 칠서방으로 넘어가서 1917년 재간행이 이루어졌다.
- 칠서방본

무교본과 같은 12행 24자본이다. 칠서방은 20세기 즈음에 전주 지방의 출판 업무를 담당하던 민간의 서포로, 주로 1916년부터 1918년 사이에 간행이 이루어졌다. 무교본과 동일한 판목으로 1917년에 인출된 것임을 실물을 통하여 확인할 수 있다. 칠서방본은 20세기에 들어 인출된 것으로 무교본에 비하면 간행 상태가 흐릿하고, 서문은 없다. 태인본과 비교하면 축목이 편찬한 전집, 후집, 속집, 별집에서만 내용을 따고 부대용과 축연이 증보한 부분에서는 따오지 않았으며, 축목의 목차를 그대로 따르지 않고 본인의 기준대로 목차를 재편하였으며, 전고와 시문을 중요시하여 태인본에 비해 시문을 많이 실었다.
- 신구서림본

신구서림은 1913년에 새로 판목을 제작하여 《상교사문유초》를 간행하였다. 판권지에는 편집 간행자가 지송욱(池松旭)로 되어 있으나 실제 내용은 12행 24자본과 같아서 전질 《사문유취》를 저본으로 재편집을 진행한 것이 아니라 시중에서 쉽게 구할 수 있었 12행 24자본을 저본으로 새로 판각한 것이다. 《상교사문유초》는 책의 구성이나 항목 배치, 내용은 완전히 12행 24자본을 답습하였는데 오자는 12행 24자본보다는 적고 이체자를 적게 사용하였으며, 목차에 일부 오류가 있어서 《상교사문유초》를 판각할 때 목차를 새로 만들었을 가능성을 시사하고 있다. 또한 ◑와 ○을 사용하여 평측을 명시해 둠으로써 독자들을 배려하였다.
계통상 원대 간본에 뿌리를 두는 태인본 계통과 명대 간본에 뿌리를 두는 12행 24자본(즉 무교본/신구서림본 및 칠서방본) 계통으로 양분할 수 있는데, 태인본 《사문유취초》는 어느 시점에서 무교본 등 명대 간본에 뿌리를 둔 판본들에 밀려서 사라져 버렸다. 대체로 전고에 치중하고 시문을 소략하게 수록하는 등 축약의 목적성이 12행 24자에 비해 뚜렷하지 못했고 일부 '절실'하지 않은 지식들을 제공한 점이 결과적으로 경쟁에서 열세에 처하게 한 계기가 되었던 것으로 보인다.
금속활자, 목판 등으로 간행된 것 외에도 개인에 의해 필사본이 제작되는 경우도 있었다. 조선 말기의 문인 정지선(鄭趾善, 1839~1897)이 사종제 정재선(鄭載善)에게 보내는 편지에 "요즘 《사문유취》 가운데 중요한 부분을 뽑아서 한 권을 엮었다"고 되어 있는 것을 비롯하여 조선 시대에는 훨씬 더한 초집들이 만들어졌을 가능성이 시사된다. 한국의 국내 도서관에는 《사문유취》의 다양한 필사본들이 남아 있으며, 대부분은 필요한 부분들만을 선별적으로 필사한 필사본들로 연대는 18세기 후반에서 19세기 것들이 대다수이고 이들 《사문유취》의 초집들은 대부분이 편자 미상이다. 이들은 정지선처럼 개인적으로 공부할 목적으로 자신이 필요한 부분만을 옮겨 적거나, 그렇게 다른 사람이 필사한 초집을 전사했거나, 태인본 《사문유취초》나 무교 방각본 사문초 등  이미 축약 간행되어 나온 방각본들을 필사하거나 하는 경우도 있었는데, 흔히 시문 공부나 과거시험 준비 과정에서 필사하였을 가능성이 높다. 과거 시험 전에 《사문유취》를 급히 빌려 보았다는 기록들이 자주 보이는 것은 이 점을 증명한다.
이렇게 《사문유취》를 얻은 일부 지식인들은 《사문유취》의 내용을 자신의 저술에 인용하거나, 《사문유취》의 체제를 모방하여 자신만의 새로운 저술을 만들기도 하였다. 퇴계 이황의 《송계원명리학통록》(宋季元明理學通錄)과 박세채의 《주자대전습유》는 사문유취에 실려 있는 주희와 기타 문인들의 시문들을 뽑아 엮은 것이다. 홍만선의 《산림경제》에도 사문유취의 내용이 곳곳에 인용되어 있으며, 또한 한국 최초의 본격적인 유서로 평가받는 김육의 《유원총보》(類苑叢寶)나 안정복의 《만물유취》(萬物類聚)는 사문유취의 체제와 내용을 모방 또는 답습하였다. 김육과 안정복 외에도 박태보 역시 일찍이 《동국사문유취》라는 제목의 책을 편찬하고자 했으나 모두 이루지 못하였다.

### 설명
1. ↑  성종 때에 금속활자로 간행된 《사문유취》의 전질은 남아 있지 않고 영본으로 여러 도서관에 흩어져 있으며 목차 부분도 남아 있지 않아 전체 목차를 확인하기 어려운 상황인데, 축목이 처음 편찬할 때의 전집, 후집, 속집, 별집이 포함되어 있고 여기에 부대용이 증편했던 신편과 외집도 포함되어 있음이 확인되지만, 유집의 경우는 현전하는 갑진자본 《사문유취》 영본 가운데 유본이 확인되는 것은 없고, 이후 방각본들도 유집을 수록하지 않았다. 중국내에 남아 있는 《사문유취》의 원대 판본에도 유집이 포함되어 있지 않은데, 최영화는 이 점을 들어서 성종 12년(1481년) 명으로부터 조선 조정에 보내져 온 《사문유취》는 유집을 포함하지 않은 원대 간행본이며 이를 저본으로 성종조 갑진자본으로 《사문유취》가 인쇄되었을 것으로 추정하였다(최영화 앞의 논문 《열상고전연구》제52집(2016.8), 215쪽).
2. ↑  《명종실록》에는 임고서원에 소수서원의 전례를 따라 서책을 내려줄 것을 청하는 계문이 보이는데, 사서오경과는 달 《강목》과 《사문유취》가 당시 조선 조정 안에서도 남아 있는 것이 한 질밖에 없어서 《소휘통감》과 《통감속편》을 대신 보내 주었다(《명종실록》 권17 명종 9년 갑인(1554년) 11월 2일 기해)라고 되어 있다.
3. ↑  《광해군일기》(중초본) 110권 광해 8년 12월 21일 정사에 "반시가 있기 며칠 전에 신의 친구인 전임 첨지 송희업의 편지를 가지고 와서는 신의 《사문유취》를 빌려 보고자 하였습니다."라는 진사 윤선도의 언급이 있다.